# ريشارد مولر (كيميائي)
ريتشارد مولر (بالألمانية: Richard Müller)‏ هو كيميائي ألماني، ولد في 17 يوليو 1903 في هارتا في ألمانيا، وتوفي في 7 يوليو 1999 في رادبويل في ألمانيا.